# Helius kambangani
Helius kambangani är en tvåvingeart som först beskrevs av de Meijere 1913.  Helius kambangani ingår i släktet Helius och familjen småharkrankar. Inga underarter finns listade i Catalogue of Life.